# Album graecum
Album graecum syftar på ett under medeltiden, ur djurvärlden hämtat, läkemedel, som användes inom medicinen ända till in på 1700-talet.
Album graecum utgjordes av de torra, genom sin rikedom på kalciumföreningar vita hundexkrementer, som uttöms då hundar utfodrats med benknotor.
Drogen, ofta blandad med honung, användes till att ”rengöra”, främst vid inflammationer i halsen. Den kunde också användas kutant på plåster för att stänga och läka sår.